# ʿAbd al-ʿAzīz al-Amawī
ʿAbd al-ʿAzīz ibn ʿAbd al-Ghanī al-Amawī  (arabisch عبد العزيز بن عبد الغني الأموي, DMG ʿAbd al-ʿAzīz ibn ʿAbd al-Ġanī al-Amawī geb. 1838 in Brawa, gest. 1896) war ein schafiitischer Gelehrter des Qādirīya-Ordens, der Ende des 19. Jahrhunderts als Berater der Sultane von Sansibar tätig war. Er hat verschiedene Werke zur aschʿaritischen Theologie verfasst, die aber bisher noch nicht veröffentlicht wurden. Zusammen mit Ahmad ibn Sumait gilt er als einer der wichtigsten sunnitischen Gelehrten von Sansibar in der Zeit des Kolonialismus.

## Leben
ʿAbd al-ʿAzīz wuchs im somalischen Brawa auf, begab sich aber schon in seinen jungen Jahren nach Sansibar, um bei dem Gelehrten Muhyī d-Dīn al-Qahtānī (1788–1869) zu studieren, der wie er aus Brawa stammte und von Sultan Said ibn Sultan zum schafiitischen Ober-Qādī von Sansibar ernannt worden war. Als 1854 ein Qādī für Kilwa gesucht wurde, wählte Muhyī d-Dīn ihn aus, obwohl er zu diesem Zeitpunkt erst 16 Jahre alt war. Danach übte er dieses Amt in Sansibar selbst aus. Zusammen mit seinem Lehrer Muhyī d-Dīn, der wie er der Qādirīya angehörte, verfasste er eine Streitschrift, in der er sich für den Gebrauch von Musikinstrumenten im Rahmen des Dhikr aussprach.
Den beiden Bū-Saʿīdī-Sultanen Mādschid ibn Saʿīd (reg. 1856–1870) und Barghasch ibn Saʿīd (reg. 1870–1888) diente er außerdem als politischer Berater sowie als diplomatischer Gesandter in Somalia, auf den Komoren und in der Ruvuma-Region. Während der Herrschaftszeit von Barghasch soll sich al-Amawī in Diskussionen mit christlichen Missionaren, insbesondere mit Bischof Edward Steere, bewährt haben.
ʿAbd al-ʿAzīz bemühte sich auch sehr stark um die Verbreitung sufischer Lehren in Ostafrika, insbesondere der Tarīqa der Qādirīya. Barghasch waren allerdings ʿAbd al-ʿAzīz' sufische Aktivitäten ein Dorn im Auge, weil er damit viele Ibaditen zum Abfall von der ibaditischen Lehre brachte. Unter den Ibaditen, die damals zur schafiitischen Lehre übergingen, soll auch Chalīfa ibn Saʿīd, der Bruder des Sultans, gewesen sein. Als Reaktion auf diese Konversionsbewegung soll Barghasch al-Amawī zeitweise das Qādī-Amt entzogen und Versammlungen seine Anhänger verboten haben. Während der Herrschaft von Chalīfa ibn Saʿīd (reg. 1888–1890) hatte ʿAbd al-ʿAzīz al-Amawī faktisch die Position eines Premierministers in Sansibar inne. Unter seinem Nachfolger ʿAlī ibn Saʿīd (reg. 1890–1893) gab er sein Qādī-Amt auf, und sein Sohn Burhān ibn ʿAbd al-ʿAzīz al-Amawī (1861–1935) übernahm die Position.
In den letzten Jahren beschäftigte sich al-Amawī noch einmal intensiver mit dem Dhikr. Hintergrund war, dass ein anderer Verbreiter der Qādirīya in Ostafrika, Scheich Uwais ibn Muhammad al-Barawī (1847–1909), nach einem Aufenthalt in Bagdad im Zentrum der Bruderschaft bei seinen Anhängern eine neue Praxis des Dhikr, des Gottesgedenkens, eingeführt, die besondere Atemtechniken einschloss. Al-Amawī kritisierte diese Atemtechniken als „Husten und Keuchen“ (Swahili: kukohoa), monierte aber auch die rhythmischen Bewegungen des Körpers, die bei diesem Dhikr ausgeführt wurden. In einem Swahili-Gedicht, das er um 1890 verfasste, brandmarkte er den Husten-Dhikr (dhikr ya kukohoa) als Bidʿa und „Deformation“ durch angeblich „afrikanische“ rituelle Praktiken und mahnte: "Er, der den Namen Gottes im Munde führt, sollte nicht herumhüpfen und keuchen". Die Auseinandersetzung mit Scheich Uwais ist insofern bemerkenswert, als dieser in Brawa verbreitete, dass al-Amawī einer seiner 150 lokalen Stellvertreter geworden sei, und damit einen spirituellen Führungsanspruch über ihn behauptete.

## Werke
Al-Amawī verfasste verschiedene Werke über islamische Theologie, Fiqh, Sufismus, arabische Grammatik, Rhetorik und Geschichte und erstellte ein Swahili-Arabisch-Wörterbuch, das aber unvollendet blieb. Keines seiner Werke wurde bisher veröffentlicht. Handschriften seiner Werke werden im National-Archiv von Sansibar und in der Bū-Saʿīdī-Bibliothek in Sīb in Oman aufbewahrt. Hierzu gehören ein theologisches Lehrgedicht mit dem Titel ʿIqd al-laʾālī, das als eine aschʿaritische Entgegnung auf das māturīditische Lehrgedicht Badʾ al-amālī von Sirādsch ad-Dīn ʿAlī ibn ʿUthmān al-Ūshī al-Farghānī (12. Jahrhundert) konzipiert war und zu dem al-Amawī einen eigenen Kommentar mit dem Titel Taqrīb ʿIqd al-laʾālī ilā fahm al-aṭfāli verfasst hatte, sowie Teile seiner Tagebücher, in dem er seine zwei Reisen in die Ruvuma-Region beschrieben hat.
Die Streitschrift zum Dhikr mit dem Titel Tauḍīḥ al-mubhamāt fī ḥukm ālāt al-malāhī, die al-Amawī zusammen mit seinem Lehrer Muhyī d-Dīn al-Qahtānī abfasste, wurde 1936 in Damaskus gedruckt.